# Minna no ie
Minna no ie (みんなのいえ?), noto anche con il titolo internazionale All About Our House, è un film del 2001 scritto e diretto da Kōki Mitani.

## Trama
Naosuke e sua moglie Tamiko hanno intenzione di costruirsi la casa dei loro sogni: assumono così un giovane architetto, Eiji Kurosawa, ma contemporaneamente chiedono anche aiuto a Chouichirou, il padre di Tamiko, che aveva svolto per molto tempo il mestiere di muratore. La coppia tuttavia non immagina che Eiji e Chouichirou abbiano idee sull'architettura diametralmente opposte, e che non sarà per niente facile farli andare d'accordo.

## Distribuzione
In Giappone l'opera è stata distribuita dalla Toho a partire dal 9 giugno 2001.